# Chimarra curfmani
Chimarra curfmani är en nattsländeart som beskrevs av Ross 1959. Chimarra curfmani ingår i släktet Chimarra och familjen stengömmenattsländor. Inga underarter finns listade i Catalogue of Life.